# Новиков, Кирилл Васильевич
Кири́лл Васи́льевич Но́виков (март 1905, Шахтинский округ, Область Войска Донского, Российская империя — 14 октября 1983, Москва, РСФСР, СССР) — советский дипломат. Чрезвычайный и полномочный посол СССР в Индии (1947—1953).

## Биография
Родился в семье столяра. Рано потерял отца, с 13 лет ему пришлось пойти на заработки. В 1915 году окончил церковно-приходскую школу и начал работать на пороховом заводе в Шахтинском, а затем в г. Шостка. В 1927 году он окончил рабфак и получил направление на механический факультет Ленинградского политехнического института.
В 1931 году окончил Всесоюзный котлотурбинный институт (ВКТИ, созданный на базе Политехнического), затем был в нём директором вечернего отделения и ассистентом кафедры сопротивления материалов. В 1933—1934 годах занимал те же должности в ЛЭМИ (Ленинградский электромеханический институт; после присоединения к нему ВКТИ). В 1934—1937 годах работал в Центральном котельно-конструкторском бюро: заведующий отделом и начальник сектора изучения и исследования котельного оборудования, начальник бюро мощных котлов высокого давления, с сентября 1937 года — и. о. заместителя директора по технической части и председателем НТС Центрального котлотурбинного института. С октября по декабрь 1937 года являлся исполняющим обязанности директора Ленинградского индустриального института (ЛИИ).
В 1937—1940 годах — председатель Технического совета Наркомата тяжёлой промышленности СССР.
С 1940 года находился на дипломатической работе: в 1940—1942 годах — советник полпредства (с 1941 года — посольства) СССР в Лондоне, в 1942—1947 годах — заведующий II Европейским отделом НКИД/МИД СССР. В качестве генерального секретаря советской делегации участвовал в Сан-Францисской конференции (1945), где вместе с другими членами делегации подписал от имени СССР устав Организации Объединённых наций (ООН). Входил в состав делегации СССР на Потсдамской конференции (1945). Участвовал в работах первой (Лондонской) сессии и ряда других сессий Совета министров иностранных дел. Был генеральным секретарём делегации СССР на Парижской сессии Совета министров иностранных дел (1946), а также генеральным секретарём делегации СССР на Парижской мирной конференции (1946).
С 23 октября 1947 по 29 апреля 1953 года — чрезвычайный и полномочный посол СССР в Индии, в 1953—1955 годах — заведующий Отделом стран Юго-Восточной Азии МИД СССР.
В 1956—1964 годах — заместитель заведующего Отделом международных организаций МИД СССР.
В 1964—1973 годах — заведующий Отделом международных организаций МИД СССР.
Похоронен на Новодевичьем кладбище в Москве.

## Награды
- Орден Ленина (5 ноября 1945)
- Три ордена Трудового Красного Знамени (3 ноября 1944; 31 декабря 1966; 22 октября 1971[3])